# 王积涛
王积涛（1918年1月20日—2006年1月24日），男，江苏吴县人，中国有机化学家。

## 生平
1941年毕业于西南联大化学系化学专业获学士学位并留校任教。1943年考取制药学留美公费生。1945年美国密歇根大学药物化学专业毕业获硕士学位。1949年美国普渡大学药物化学专业毕业获博士学位。195O年回国后聘为南开大学教授。历任化学系副主任、元素有机化学研究所副所长。

## 著作
著作有《有机化学》、《高等有机化学》、《金属有机化学》等30余种，译著多部，发表论文15O多篇。

## 学术研究
长期从事金属有机化学的教学与科研工作。曾担任国家科学名词、有机化合物名词的审定。完成含杂原子的多核金属配合物的合成、结构及性能的研究，钛酸酯偶联剂的研究、中试及应用。发现钛酸酯植物营养素，应用后可增产2O％。开展有机锡、钛、铁等化合物的合成、性质研究，丰富了有机合成方法。在医治血吸虫病的有机喹啉类杂环药物及消毒剂“呋喃星”的合成方面都做了大量的工作，他的研究组合成的有机锗化合物经解放军医学科学院筛选，具有抗白血病药性，受到1978年全国科学大会表彰。他领导的研究组对钛氢化及锆氢化反应的特异性，手性金属试剂催化下的不对称合成，杂多核金属有机化合物的合成及性能，含氮杂环金属配合物的合成及性能等方面进行了广泛深入的研究，其中铁硫原子簇化学获教委1988年度科技进步二等奖。1989年获国家教委科技进步三等奖。有机锡-过渡金属杂多核化合物研究获教育部1998年科技进步三等奖。

## 社会兼职
曾任天津市政协六至九届委员、九届副主席，天津市三至六届人大代表，中国民主同盟七届中央委员会常委，中国民主同盟天津市委员会四至十届委员、六至八届常委、九届主委、十届名誉主委，中国化学会理事，天津市化学会理事长，国家自然科学名词审定委员会和中国化学会名词审定委员会会员。